# John Stossel
John F. Stossel (ur. 6 marca 1947 w Chicago Heights) – amerykański dziennikarz, dziennikarz śledczy, pisarz oraz libertariański felietonista. Po długiej współpracy z ABC News, które opuścił w 2009, zaczął współpracować od 10 grudnia 2009 z Fox Business Network gdzie prowadzi swój program pod tytułem Stossel. Pojawia się także regularnie na kanale Fox News Channel w programie The O'Reilly Factor. Jego komentarze odzwierciedlają libertariański punkt widzenia ze szczególnym poparciem dla wolnego rynku w ekonomii.

## Kariera zawodowa
Zaraz po skończeniu studiów zaczął swoją dziennikarską karierę w Seattle Magazine, aby niedługo po tym przenieść się do stacji KGW-TV w Portland. W 1973 opuścił Portland i przeniósł się do Nowego Jorku, gdzie rozpoczął współpracę z WCBS-TV. W 1981 rozpoczął pracę dla ABC, w którym prowadził Good Morning America i 20/20. W 2009 opuścił ABC aby przenieść się do Fox Business Network, w którym do dzisiaj prowadzi swój program.

### Nagrody
Stossel jest dziewiętnastokrotnym laureatem Nagrody Emmy. Został także pięciokrotnie uhonorowany przez National Press Club za swoje osiągnięcia w dziennikarstwie dotyczącym rynku konsumenckiego. Otrzymał również George Polk Award z dziedziny reporterstwa lokalnego, a także George Foster Peabody Award.

## Wykształcenie i życie prywatne
W 1969 ukończył psychologię na Princeton University, otrzymując dyplom Bachelor of Arts.
Jest żonaty z Ellen Abrams, z którą ma dwójkę dzieci: Lauren i Maxa. Razem z żoną mieszkają w Nowym Jorku.
Pochodzi z rodziny niemieckich Żydów, którzy po ucieczce z Niemiec do USA wstąpili do kościoła kongregacjonalistycznego, dlatego John został wychowany w wierze protestanckiej. Aktualnie określa siebie jako agnostyka.

## Książki[10]
- Give Me a Break: How I Exposed Hucksters, Cheats, and Scam Artists and Became the Scourge of the Liberal Media... (Harper Perennial, 2004)
- Myths, Lies, and Downright Stupidity: Get Out the Shovel -- Why Everything You Know Is Wrong (Hyperion, 2006); wydanie polskie: Mity, kłamstwa i zwykła głupota: łopata w dłoń!, dokop się prawdy, MT Biznes 2010[11]
- No, They Can't: Why Government Fails-But Individuals Succeed (Threshold Editions, 2012)